# Trichogamie
La trichogamie est un mode de fécondation chez certaines algues et champignons.
Gamie réalisée à l’aide d’un prolongement du gamétocyste femelle (carpogone) appelé trichogyne qui collecte le noyau des spermaties pour la fécondation de l’oosphère.

## Principe de la trichogamie
Lors d'une trichogamie, l'organe de reproduction femelle, gamétophyte, garde en lui le gamète qu'il produit. Il émet aussi un poil appelé trichogyne. Lorsque l'individu femelle rencontre l'individu mâle, le gamète mâle se colle sur ce trichogyne et il y a fusion des cytoplasmes. À ce moment-là, le matériel reproducteur mâle (noyaux haploïdes) traverse ce tube et vient s'apparier avec les noyaux femelles mais sans fusion des noyaux. Il y a donc création de dicaryons. Ce qui mène, après sporulation et germination, à la formation d'un individu dicaryotique, c'est-à-dire d'un individu dont certaines cellules ont deux noyaux. Celui-ci subit des mitoses, devient un tétrasporophyte, c'est-à-dire un individu dont certaines cellules ont quatre noyaux, qui libère des spores. Ces spores subissent la méiose afin qu'après germination, ils donnent à nouveau des individus haploïdes, dont toutes les cellules ne comportent qu'un noyau.
De par le nombre d'individus nécessaires afin que cette plante ou ce champignon réalise son cycle de vie, on dit que le cycle est haplo-diplophasique trigénétique.

## Espèces concernées
Chez les Champignons : les Ascomycètes, soit les Plectomycètes et les Hyménoascomycètes.
Chez les Algues : les Rhodophyta (ou Rhodophytes).